# Іанеулі
Іанеулі (груз. იანეული) — село в Грузії.
За даними перепису населення 2014 року в селі проживає 385 осіб.